# Łebunia
Łebunia (dodatkowa nazwa w j. kaszub. Lëbùń) – wieś kaszubska w Polsce położona w województwie pomorskim, w powiecie lęborskim, w gminie Cewice przy drodze wojewódzkiej nr 214.
W kierunku południowo-zachodnim od Łebuni znajduje się lotnisko wojskowe w Siemirowicach. Znajdują się tu m.in. pomnik przyrody (najstarszy bluszcz w Polsce), pałac i klub sportowy „LKS Łebunia” (Ludowy Klub Sportowy Łebunia – klub „A” klasy).
Po drugiej wojnie światowej Łebunia była siedzibą gminy Cewice. W latach 1954–1958 wieś należała i była siedzibą władz gromady Łebunia, po jej zniesieniu w gromadzie Cewice. W latach 1975–1998 miejscowość administracyjnie należała do województwa słupskiego.

## Zabytki
Według rejestru zabytków NID na listę zabytków wpisane są:
- kościół parafialny pw. św. Michała Archanioła, 1870, nr rej.: A-1532 z 20.03.1995, neogotycki;
- zespół pałacowy, XIX/XX, nr rej.: A-1179 z 21.07.1987: pałac i park. Płac bezstylowy na planie wydłużonego prostokąta, parterowy, zachodni bok podwyższony szeroką wystawką[6].